# Протопопівська волость
Протопопівська волость — історична адміністративно-територіальна одиниця Новгород-Сіверського повіту Чернігівської губернії з центром у селі Протопопівка.
Станом на 1885 рік складалася з 15 поселень, 14 сільських громад. Населення — 7582 особи (3734 чоловічої статі та 3848 — жіночої), 1201 дворових господарства.
|                     | Площа, десятин | У тому числі орної, дес. |
| ------------------- | -------------- | ------------------------ |
| Сільських громад    | 8236           | 4213                     |
| Приватної власності | 20328          | 3437                     |
| Казенної власності  | 3749           | 60                       |
| Іншої власності     | 287            | 138                      |
| Загалом             | 32600          | 7848                     |

Найбільші поселення волості на 1885 рік:
- Протопопівка — колишнє власницьке село при річці Знобівка за 55 верст від повітового міста, 440 осіб, 70 дворів, православна церква, постоялий будинок, лавка, цегельний завод, щорічний ярмарок. За 7 верст — бурякоцукровий завод з водяним млином і сукновальнею.
- Білоусівка — колишнє власницьке село при річці Вулиця, 323 особи, 58 дворів, православна церква, школа, вітряний млин.
- Велика Берізка — колишнє власницьке село при річці Знобівка, 541 особа, 89 дворів, православна церква, школа, постоялий будинок, крупорушка, щорічний ярмарок.
- Голубівка — колишнє власницьке село при річці Знобівка, 665 осіб, 109 дворів, православна церква, школа, лавка, 2 вітряних млини, крупорушка, щорічний ярмарок.
- Зноб-Новгородське — колишнє державне й власницьке село при річці Знобівка, 1132 особи, 146 дворів, православна церква, 3 постоялих будинки, 6 лавок, 2 вітряних млини, крупорушка, 2 ярмарки на рік і базари.
- Нова Гута — колишнє власницьке село при річці Вулиця, 945 осіб, 146 дворів, православна церква, школа, лавка, вітряний млини, крупорушка, щорічний ярмарок.
- Стара Гута — колишнє власницьке село при річці Вулиця, 1165 осіб, 185 дворів, православна церква, школа, 5 лавок, 2 водяних млинів, крупорушка, маслобійний і цегельний заводи, щорічний ярмарок.
- Стягайлівка — колишнє власницьке село при річці Знобівка, 578 осіб, 102 двори, вітряний млин.

1899 року у волості налічувалось 14 сільських громад, населення зросло до 9146 осіб (4607 чоловічої статі та 4539 — жіночої).